# Доксастична логіка
Доксастична логіка — тип логіки, предметом якої є розмірковування про віру. Термін доксастична походить від старогрецького слова δόξα, докса, що означає «віра».  Типово доксастична логіка використовує позначення {\displaystyle {\mathcal {B}}x} для висловлювання «вірити в те, що має місце {\displaystyle x}», і позначення  {\displaystyle \mathbb {B} } для множини вірувань. Доксастична логіка трактує віру як модальний оператор.
{\displaystyle \mathbb {B} :\left\{b_{1},\ldots ,b_{n}\right\}}
Існує повна відповідність між вірою особи в певні висловлювання й формальною системою, що виводить ці висловлювання. Використовуючи доксастичну логіку, можна сформуювати епістемічна відповідники теореми Геделя про неповноту металогіки, а також теорему Леба та інші результати металогіки у термінах віри.

## Типи розмірковувачів
Щоб продемонструвати властивості множин вірувань, Реймонд Смалліан визначає такі типи розмірковувачів:
- Точний розмірковувач:[1][2][3][4] не вірить у жодне неістинне висловлювання. (Модальна аксіома  T)

{\displaystyle \forall p:{\mathcal {B}}p\to p}
- Неточний розмірковувач:[1][2][3][4] вірить принаймні в одне неістинне висловлювання.

{\displaystyle \exists p:\neg p\wedge {\mathcal {B}}p}
- Самодур:[1][4] вірить, що його вірування завжди істинні.

{\displaystyle {\mathcal {B}}[\neg \exists p(\neg p\wedge {\mathcal {B}}p)]\quad {\text{ }}\quad } або {\displaystyle \quad {\text{ }}\quad {\mathcal {B}}[\forall p({\mathcal {B}}p\to p)]}
Самодур із раціональністю принаймні типу 1 (дивіться нижче) з неодмінністю впаде в неточність.
- Послідовний розмірковувач:[1][2][3][4] ніколи одночасно не вірить твердженню та його запереченню. (модальна аксіома D)

{\displaystyle \neg \exists p:{\mathcal {B}}p\wedge {\mathcal {B}}\neg p\quad {\text{ }}\quad } або {\displaystyle \quad {\text{ }}\quad \forall p:{\mathcal {B}}p\to \neg {\mathcal {B}}\neg p}
- Нормальний розмірковувач:[1][2][3][4], вірячи твердженню {\displaystyle p,} також вірить, що він вірить  p (модальна аксіома 4).

{\displaystyle \forall p:{\mathcal {B}}p\to {\mathcal {BB}}p}
- Дивний розмірковувач:[1][4] вірить у твердження {\displaystyle p} і водночас вірить, що він не вірить у {\displaystyle p}.  Хоча він може здатися дивним психологічним феноменом (дивіться Парадокс Мура), дивний розмірковувач з необхідністю неточний, але не обов'язково непослідовний.

{\displaystyle \exists p:{\mathcal {B}}p\wedge {\mathcal {B\neg B}}p}
- Регулярний розмірковувач:[1][2][3][4] вірячи  {\displaystyle p\to q}, також  вірить {\displaystyle {\mathcal {B}}p\to {\mathcal {B}}q}.

{\displaystyle \forall p\forall q:{\mathcal {B}}(p\to q)\to {\mathcal {B}}({\mathcal {B}}p\to {\mathcal {B}}q)}
- Рефлексивний розмірковувач[1][4] той, для кого для кожного твердження {\displaystyle p} існує твердження {\displaystyle q}, таке що він вірить  {\displaystyle q\equiv ({\mathcal {B}}q\to p)}.

{\displaystyle \forall p:\exists q{\mathcal {B}}(q\equiv ({\mathcal {B}}q\to p))}
Якщо рефлексивний розмірковувач типу 4 (дивіться нижче) вірить {\displaystyle {\mathcal {B}}p\to p}, він віритиме p. Це аналог теореми Леба для розмірковувачів.
- Нестабільний розмірковувач[1][4] той, хто вірить, що він вірить деякому твердженню, але насправді він цьому твердженню не вірить. Це не менш дивно, як у випадку дивного розмірковувача, однак нестабільний розмірковувач не обов'язково непослідовний.

{\displaystyle \exists p:{\mathcal {B}}{\mathcal {B}}p\wedge \neg {\mathcal {B}}p}
- Стабільний розмірковувач[1][4] не є нестабільним. Тобто для кожного {\displaystyle p}, якому він вірить {\displaystyle {\mathcal {B}}p}, він вірить також {\displaystyle p}. Стабільність обернена нормальності. Кажуть, що розмірковувач вірить, що він стабільний. якщо для будь-якого твердження {\displaystyle p}, він вірить {\displaystyle {\mathcal {B}}{\mathcal {B}}p\to {\mathcal {B}}p} (тобто: "Якби я вірив, що я вірю   {\displaystyle p}, тоді б я насправді вірив {\displaystyle p}".

{\displaystyle \forall p:{\mathcal {BB}}p\to {\mathcal {B}}p}
- Скромний розмірковувач[1][4] вважає, що для будь якого твердження {\displaystyle p}, в яке він вірить, {\displaystyle {\mathcal {B}}p\to p} тільки тоді, коли він вірить у  {\displaystyle p}. Скромний розмірковувач ніколи не вірить {\displaystyle {\mathcal {B}}p\to p}, якщо тільки він не вірить  {\displaystyle p}. Будь-який рефлексивний розмірковувач типу 4 скромний. (Теорема Леба)

{\displaystyle \forall p:{\mathcal {B}}({\mathcal {B}}p\to p)\to {\mathcal {B}}p}
- Схиблений розмірковувач[4] є розмірковувачем типу G і вірить, що він непослідовний, але тут він помиляється.
- Сором'язливий розмірковувач[4] не вірить у  {\displaystyle p} [ "боїться" вірити в {\displaystyle p}], якщо вірить, що {\displaystyle {\mathcal {B}}p\to {\mathcal {B}}\bot }

## Розмірковувачі за зростанням раціональності
- Розмірковувач типу 1[1][2][3][4][5] повністю знає пропозиційну логіку, тобто він рано чи пізно повірить у кожну тавтологію (будь-яке твердження, що його можна довести таблицями істинності).  Крім того множина його вірувань (минулих, теперішніх чи майбутніх) логічно замкнута за modus ponens. Якщо він вірить у {\displaystyle p} та {\displaystyle p\to q}, тоді він рано чи пізно повірить {\displaystyle q}.

{\displaystyle \vdash _{PC}p\Rightarrow \ \vdash {\mathcal {B}}p}
{\displaystyle \forall p\forall q:({\mathcal {B}}p\wedge {\mathcal {B}}(p\to q))\to {\mathcal {B}}q)}
Це правило можна розуміти як твердження, що віра розподіляється імплікацією, оскільки воно логічно еквівалентне
{\displaystyle \forall p\forall q:{\mathcal {B}}(p\to q)\to ({\mathcal {B}}p\to {\mathcal {B}}q)}.
- Розмірковувач типу 1*[1][2][3][4]  вірить у всі тавтології; його вірування (колишні, теперішні й майбутні)  логічно замкнуті за modus ponens, і для будь-яких висловлювань {\displaystyle p} та {\displaystyle q}, якщо він вірить {\displaystyle p\to q}, тоді, повірить, що якщо він вірить {\displaystyle p}, тоді він повірить {\displaystyle q}. Розімрковувач типу 1*  "трішечки" свідоміший своїх вірувань ніж розмірковувач типу 1.

{\displaystyle \forall p\forall q:{\mathcal {B}}(p\to q)\to {\mathcal {B}}({\mathcal {B}}p\to {\mathcal {B}}q)}
- Розмірковувач типу 2[1][2][3][4] є розмірковувачем типу 1, і для кожних {\displaystyle p} й {\displaystyle q} він  (правильно) вірить: "Якщо я коли-небудь віритиму як {\displaystyle p} так і {\displaystyle p\to q}, тоді я повірю {\displaystyle q}." Оскільки він типу 1, він також вірить логічно еквівалентним висловлюванням: {\displaystyle {\mathcal {B}}(p\to q)\to ({\mathcal {B}}p\to {\mathcal {B}}q).}. Розмірковувач типу 2 знає, що його вірування замкнені за modus ponens.

{\displaystyle \forall p\forall q:{\mathcal {B}}(({\mathcal {B}}p\wedge {\mathcal {B}}(p\to q))\to {\mathcal {B}}q)}
- Розмірковувач типу 3 [1][2][3][4] є нормальним розмірковувачем типу 2.

{\displaystyle \forall p:{\mathcal {B}}p\to {\mathcal {B}}{\mathcal {B}}p}
- Розмірковувач типу 4 [1][2][3][4][5]  є розмірковувачем типу 3, а крім того вірить, що він нормальний.

{\displaystyle {\mathcal {B}}[\forall p({\mathcal {B}}p\to {\mathcal {B}}{\mathcal {B}}p)]}
- Розмірковувач типу  G [1][4] є розмірковувачем типу 4, а крім того вірить, що він скромний.

{\displaystyle {\mathcal {B}}[\forall p({\mathcal {B}}({\mathcal {B}}p\to p)\to {\mathcal {B}}p)]}

## Неповнота за Геделем та доксастична невишеність
Нехай перед точним розмірковувачем стоїть завдання визначення істинності деякого висловлювання. Серед усіх висловлювань існують такі, щодо яких розмірковувач мусить або залишатися назавжди невизначеним, або поступитися точністю. Один із прикладів задається твердженням:
S: "Я ніколи не повірю цьому."
Якщо розмірковувач коли-небудь повірить твердженню {\displaystyle S,}, цей факт його  спростує, і {\displaystyle S} стане неістинною вірою а отже, розмірковувач, вірячи S, стане неточним.
Отже, оскільки розмірковувач точний, він не може повірити {\displaystyle S.} Тобто, твердження істинне, бо воно проголошує те, що відповідає дійсності. Далі, розмірковувач ніколи не матиме неправильного вірування, що  {\displaystyle S} неістинне. Тож, розмірковувач ніколи не зможе визначитися щодо істинності {\displaystyle S}.
Еквівалентна теорема стверджує,  що  у будь-якій формальній системі F, існує математичне твердження, яке можна проінтерпретувати як  "Це твердження не можна довести в формальній системі F". Якщо система  F послідовна, то ні це твердження, ні протилежне йому не доводиться в ній.

## Неточність та дивність самодура
Нехай перед розмірковувачем типу 1 постало твердження "Я ніколи не повірю цьому реченню". Тоді ось що цікаво — якщо розмірковувач вірить, що він точний, то він стає неточним. Такий розмірковувач міркуватиме: "Твердження переді мною стверджує, що я ніколи йому не повірю, отже, якщо воно неправильне, я йому повірю. Оскільки я точний, то моя віра означає, що воно мусить бути істинним, тобто, якщо воно неправильне, то я повірю цьому твердженню. Оскільки я точний, віра в твердження означає, що воно мусить бути істинним. Отже, якщо це твердження неправда, то воно мусить бути істинним. Якщо припущення, що твердження неправда, веде до самого твердження, то це тавтологія, отже твердження істинне".
У цю мить розмірковувач повірив у твердження всупереч тому, що воно стверджує. Твердження стає неправдою. Так виходить, що розмірковувач неточний, вірячи, що твердження істинне. Якби розмірковувач не припустив власної точності, то він ніколи б не впав у таку неточність. Формально:
{\displaystyle 1\ \ S\equiv \lnot {\mathcal {B}}S} [визначення {\displaystyle S}]
{\displaystyle 2\ \ (\lnot S\to S)\to S} [елементарна тавтологія]
{\displaystyle 3\ \ ({\mathcal {B}}S\to S)\to S} [оскільки {\displaystyle \lnot S\equiv {\mathcal {B}}S}]
{\displaystyle 4\ \ {\mathcal {B}}(({\mathcal {B}}S\to S)\to S)} [розмірковувач вірить у тавтології]
{\displaystyle 5\ \ {\mathcal {B}}({\mathcal {B}}S\to S)\to {\mathcal {B}}S} [розмірковувач належить до типу 1]
{\displaystyle 6\ \ {\mathcal {B}}({\mathcal {B}}S\to S)} [розімковувач самодур]
{\displaystyle 7\ \ {\mathcal {B}}S} [modus ponens 5 та 6]
{\displaystyle 8\ \ \lnot S} [оскільки {\displaystyle {\mathcal {B}}S\equiv \lnot S}]
Крім того, розмірковувач дивний, оскільки вірить, що він не вірить твердженню (у символах {\displaystyle {\mathcal {B}}(\lnot {\mathcal {B}}S),} що слідує з {\displaystyle {\mathcal {B}}S}, оскільки {\displaystyle S\equiv \lnot {\mathcal {B}}S}), навіть тоді, як він власне вірить  йому.

## Вірування, що стверджуються автоматично
Нехай рефлексивність системи означає, що для будь-якого {\displaystyle p} (мовою системи) існує {\displaystyle q} таке, що {\displaystyle q\equiv {\mathcal {B}}p\to p} доводиться у системі. Теорема Леба (в загальній формі) стверджує, що для будь-якої рефлективної системи типу 4, якщо {\displaystyle {\mathcal {B}}p\to p} доводиться в системі, то  {\displaystyle p} теж доводиться.

## Непослідовність віри у власну стабільність
Якщо послідовний розмірковувач типу 4 вірить, що він стабільний, він стає нестабільним. Іншими словами, якщо стабільний рефлексивний розмірковувач типу 4 вірить, що він стабільний, то він стає непослідовним. Чому? Нехай стабільний рефлексивний розмірковувач типу 4 вірить, що він стабільний. Буде показано, що рано чи пізно він повірить усім твердженням {\displaystyle p}, і так стане непослідовним. Візьміть будь-яке твердження {\displaystyle p.} Розмірковувач вірить {\displaystyle {\mathcal {B}}{\mathcal {B}}p\to {\mathcal {B}}p,} отже за теоремою Леба він повірить {\displaystyle {\mathcal {B}}p} (оскільки він вірить  {\displaystyle {\mathcal {B}}r\to r,} де {\displaystyle r} стверджує  {\displaystyle {\mathcal {B}}p,}, тож він повірить {\displaystyle r,} що є твердженням {\displaystyle {\mathcal {B}}p}). Оскільки він стабільний, він повірить {\displaystyle p.}